# The Repentance of Dr. Blinn
The Repentance of Dr. Blinn è un cortometraggio muto del 1915 diretto da David Smith.

## Produzione
Il film fu prodotto dalla Vitagraph Company of America.

## Distribuzione
Distribuito dalla General Film Company, il film - un cortometraggio in una bobina - uscì nelle sale cinematografiche statunitensi il 4 agosto 1915.